# War Against All
War Against All è il decimo album in studio del gruppo musicale  norvegese Immortal, pubblicato nel 2023 dalla Nuclear Blast.

## Tracce
1. War Against All – 3:26
2. Thunders of Darkness – 3:48
3. Wargod – 4:38
4. No Sun – 4:16
5. Return to Cold – 4:31
6. Nordlandihr – 7:12
7. Immortal – 4:14
8. Blashyrkh My Throne – 5:58

## Formazione
- Demonaz Doom Occulta - voce,  chitarra

Altri musicisti
- Ice Dale - basso
- Kevin Kvåle - batteria